# Eliotiana
Eliotiana là một chi bướm ngày thuộc họ Lycaenidae.